# Дупла хетероструктура
Дупла хетероструктура је структура коју формирају полупроводнички материјали нарастањем у три слоја - „сендвич“. Један од материјала (као што је AlGaAs) се користи за спољне слојеве (или облоге), док се други са мањим енергетским процепом (као што је GaAs) користи за унутрашњи међу-слој. На пример, структура формирана од два полупроводничка материјала AlGaAs и GaAs нараслих на на свакој од страна унутрашњег међу-слоја. 
Захтева се да структура има два гранична слоја да би била хетероструктура. Ако спој постоји само на једној страни материјала, структура ће бити једноставна хетероструктура, односно спој (пример ПН спој).
Дупла хетероструктура је веома примењивана у оптоелектронским уређаима и направама, а има и занимљивих електронских својстава. Ако је један од слојева облога п-допиран, други слој н-допиран, а полупроводнички материјал са мањим енергетским процепом није допиран, онда се формира пинскика (PiN) структура. Када се на крајеве ове структуре доведе напон, долази до формирања струја, па се електрони и шупљине убризгавају (инјектују) у хетероструктуру. Матријали са мањим енергетским процепом формирају дисконтинуитет енергија на спојевима и тиме ограничавају (конфинирају) кретање електрона и шупљина, задржавајући их у делу са мањим енергетским процепом. Електрони и шупљине се рекомбинују емитујући фотоне. Ако је ширина енергетског процепа сведен на ред величине де Брољеве таласне дужине, онда у овој структури играју улогу квантни ефекти. Спектар енергија је дискретан уместо континуалан (енергетски нивои су врло близу један другом, тако да се ипак може сматрати да су квази-континуирано распоређени). Ова структура у оваквој форми је врло значајна и за експериментална испитивања јер игра улогу квантне јаме.